# Zymbragoú
Zymbragoú, en grec moderne : Ζυμπραγού, ou Zymbragós (Ζυμπραγός), est un village du dème de Plataniás, en Crète, en Grèce. Selon le recensement de 2011, la population de Zymbragoú compte 39 habitants.